# Novara di Sicilia
Novara di Sicilia (v sicilském galo-italském dialektu Nuè, sicilsky Nuarra) je italská obec v Metropolitním městě Messina na Sicílii. V roce 2021 v městečku žilo 1 193 obyvatel. Novara di Sicilia je jedním z členů asociace I Borghi più belli d'Italia (Nejkrásnější historická sídla v Itálii).

## Historie
Nejstarším pojmenováním zdejšího sídla byl sikanský název Noa, později upravený Římany na Novalia (tj. pšeničné pole) a za arabského panování na Sicílii změněný na Nouah (zahrada, květina). Ve středověku bylo město známo jako Nucaria (v písemné zmínce z roku 1298 je město uváděno jako castrum Nucariae) nebo Noara, od čehož byl pak odvozen současný název Novara.
Na území obce v masívu Sperlinga se nacházejí mezolitická skalní obydlí. V dobách starověkého Říma existovalo v lokalitě Casalini město Noa, o němž se zmiňuje Plinius, který zdejší obyvatele nazýval "Noeni". Toto město zaniklo mezi lety 24 a 79 n. l. při velkém zemětřesení, které mj. zničilo i nedaleké Tindari.
Původ obyvatel Novary, dosud hovořících galo-italským dialektem, se odvozuje od vojáků, kteří přišli ze severní Itálie a z jižní Francie v 11. století a usadili se na tomto území po dobytí Sicílie Normany.

## Místní části
San Basilio, San Marco, Vallancazza, Piano Vigna, Badia Vecchia, Santa Barbara, Scellia.

## Sousední obce
Fondachelli-Fantina, Francavilla di Sicilia, Mazzarrà Sant'Andrea, Rodì Milici, Tripi

## Pamětihodnosti
- Hrad Novara di Sicilia (castello di Novara di Sicilia) – zříceniny hradu, pravděpodobně založeného Góty v 5. stol. n. l. na cestě, která vedla přes hory a tvořila spojnici mezi Tindari u Tyrhénského moře a pobřežím Jónského moře
- Duomo di Santa Maria Assunta (katedrála Nanebevzetí Panny Marie), též známá jako Duomo di Novara di Sicilia
- Rocca Salvatesta neboli Rocca Novara (1 340 m n. m.) – jeden z nejvyšších vrcholů sicilského pohoří Monti Peloritani, poutní místo

## Galerie

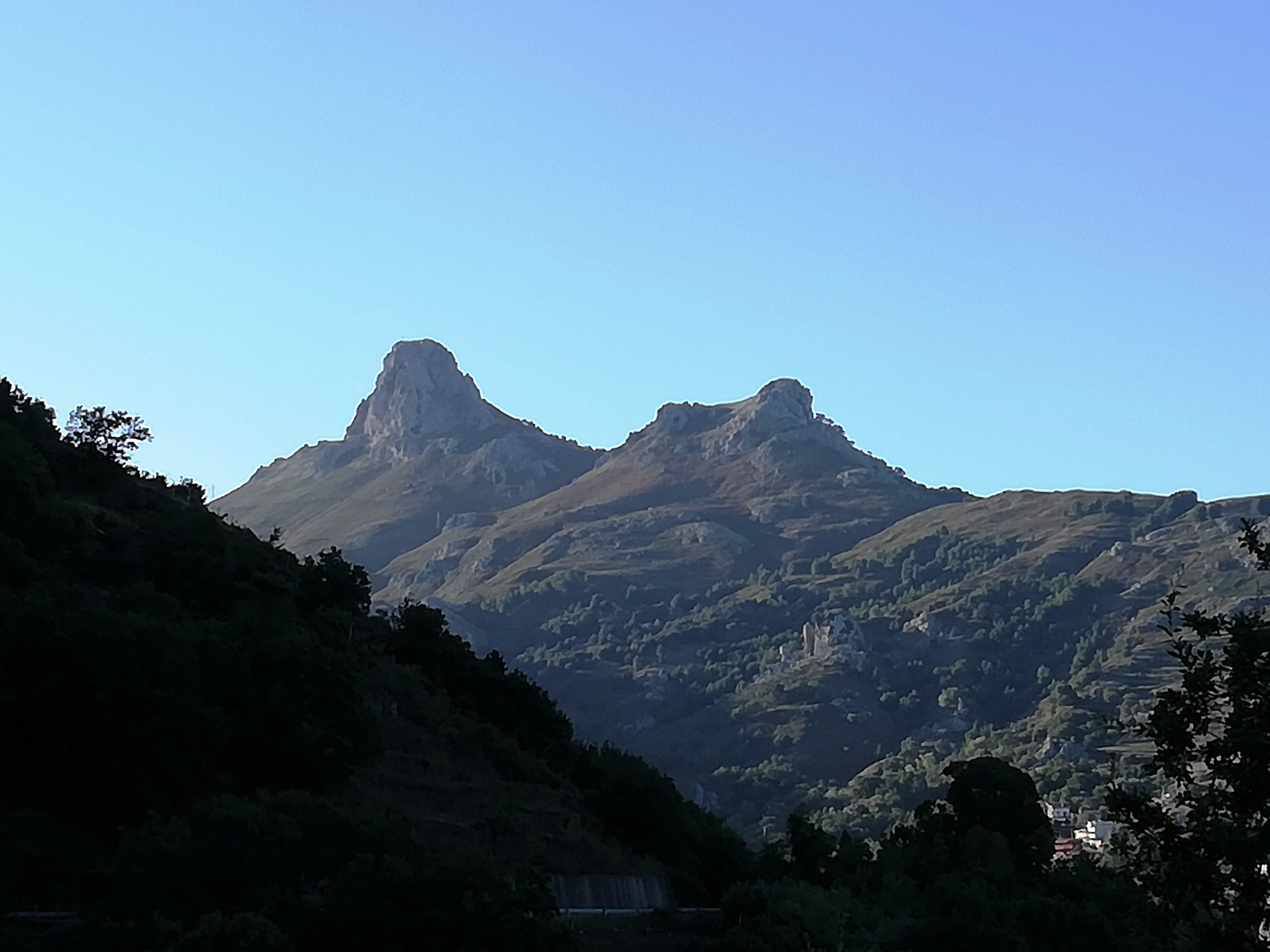
Skály Rocca Salvatesta a Rocca Leone nad městečkem
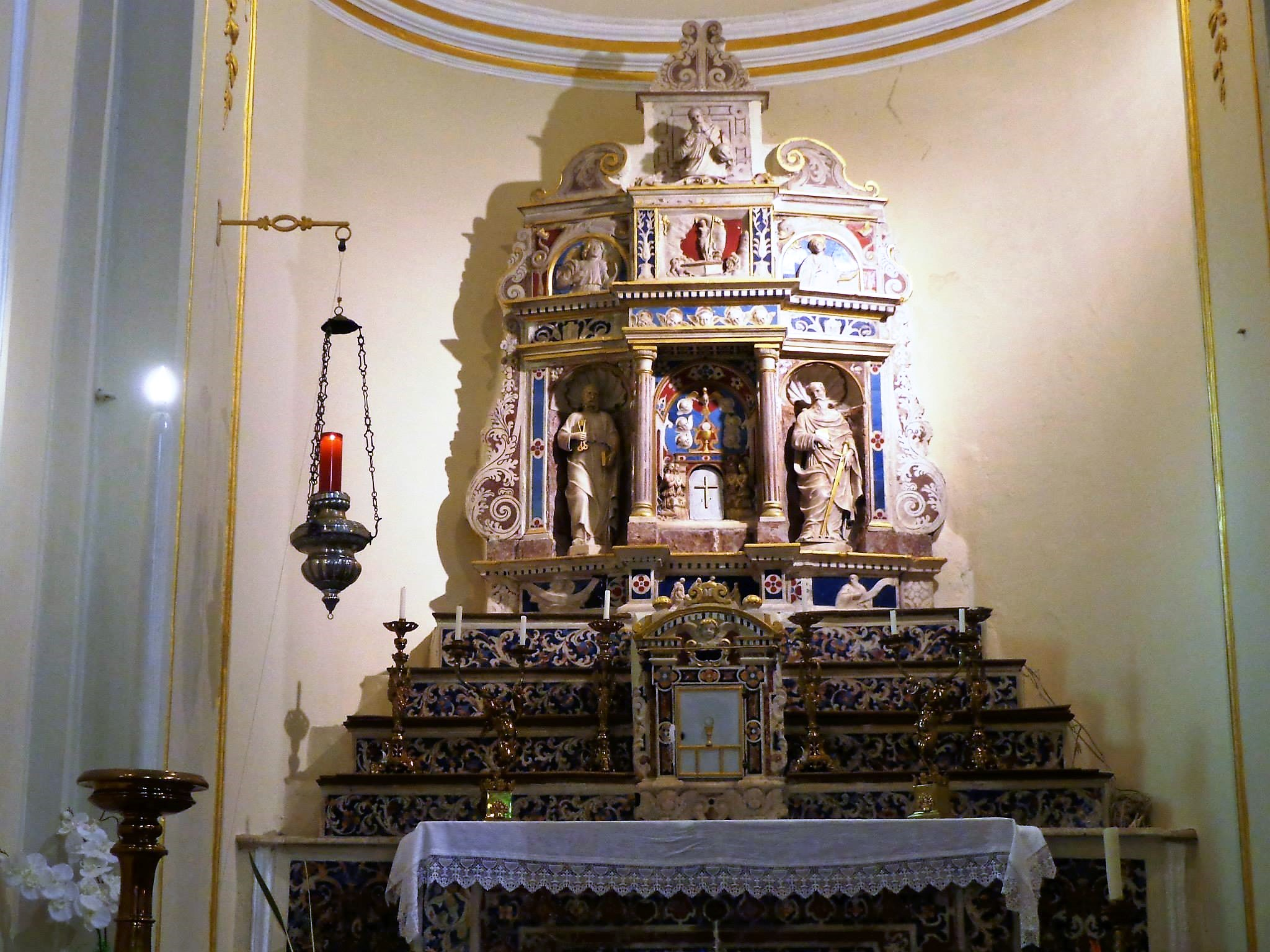
Kaple Nejsvětější Svátosti v chrámu Nanebevzetí Panny Marie
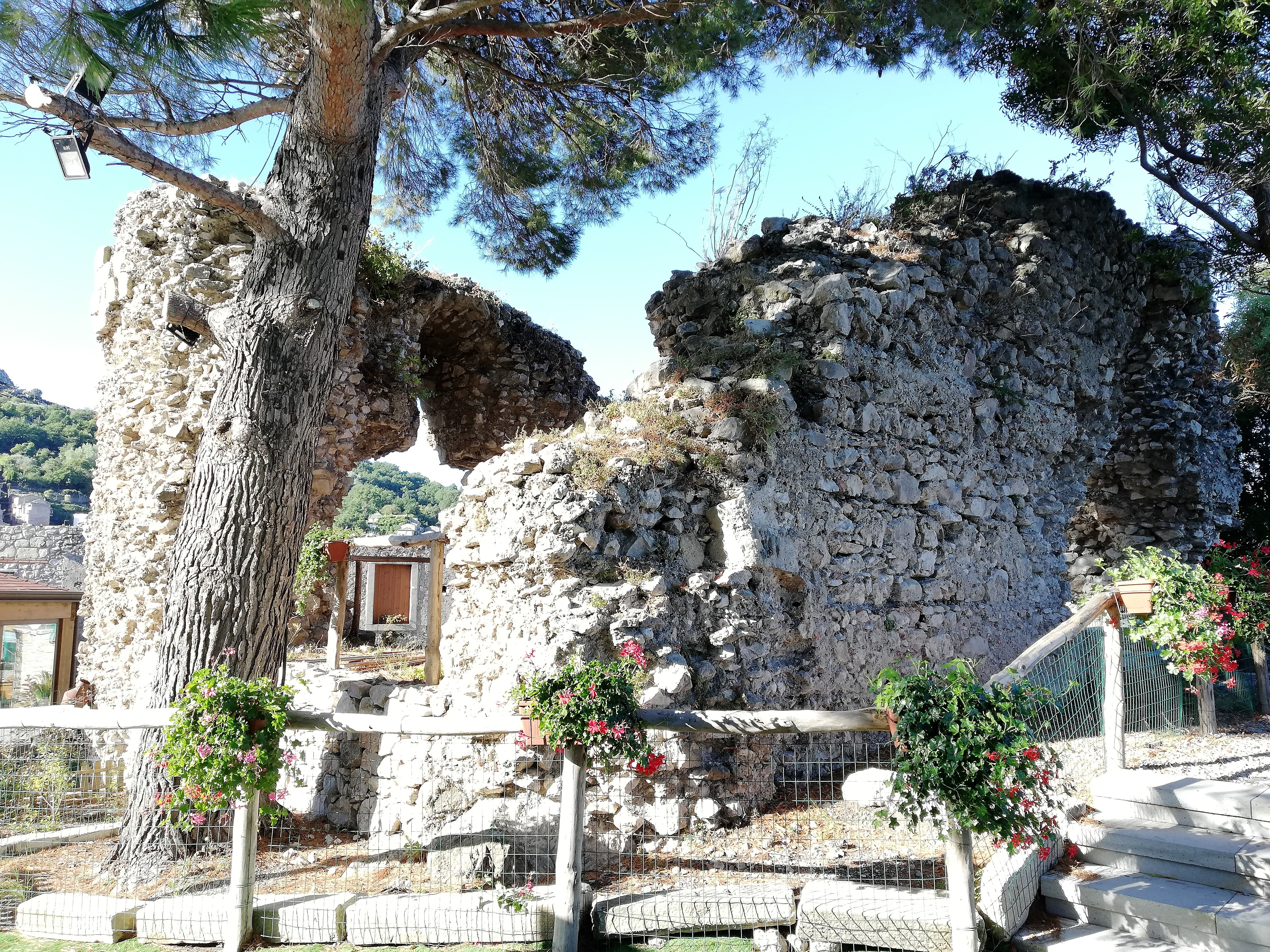
Pozůstatky raně středověkého hradu Novara di Sicilia
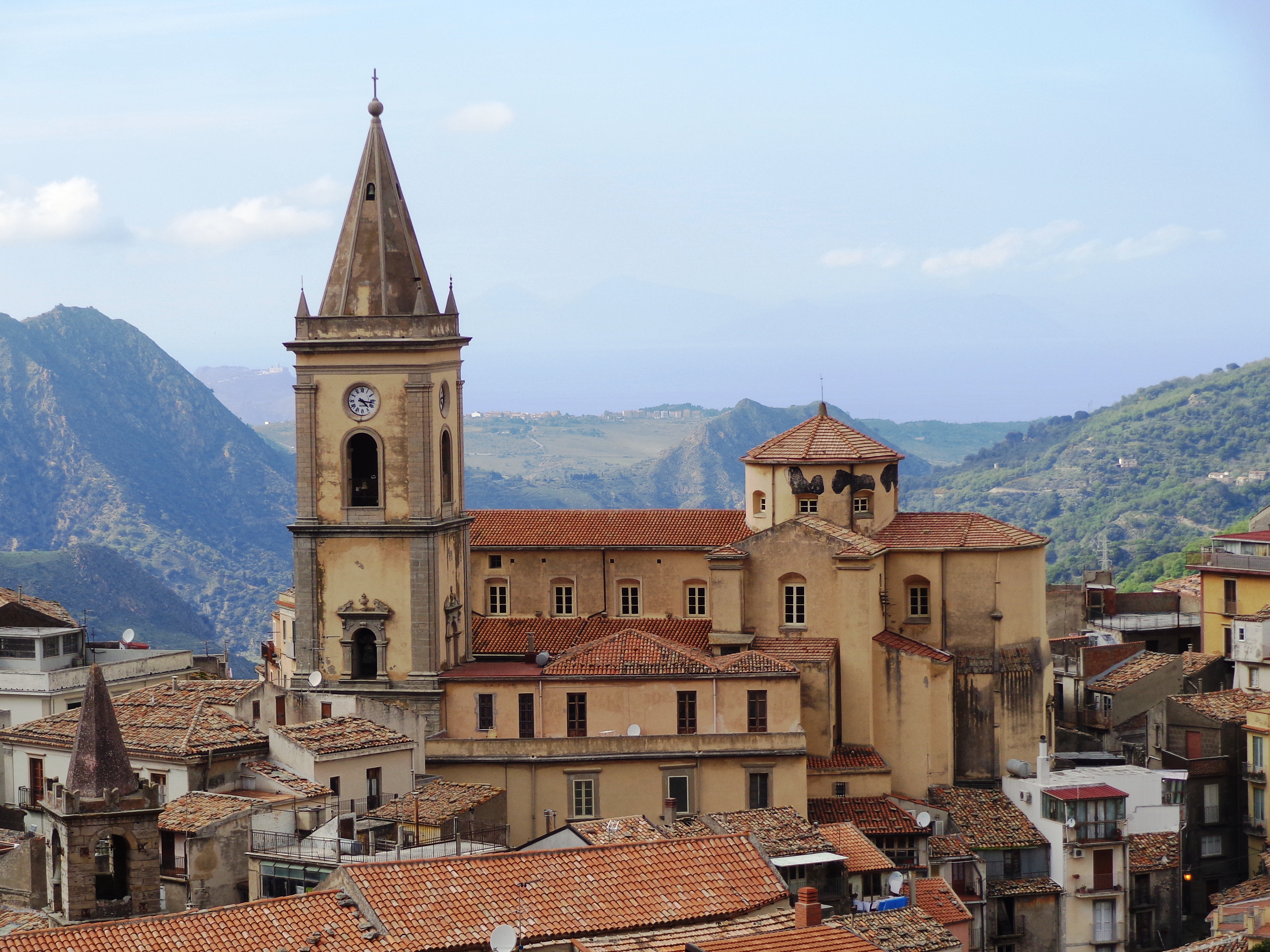
Katedrála Nanebevzetí Panny Marie, dominanta města
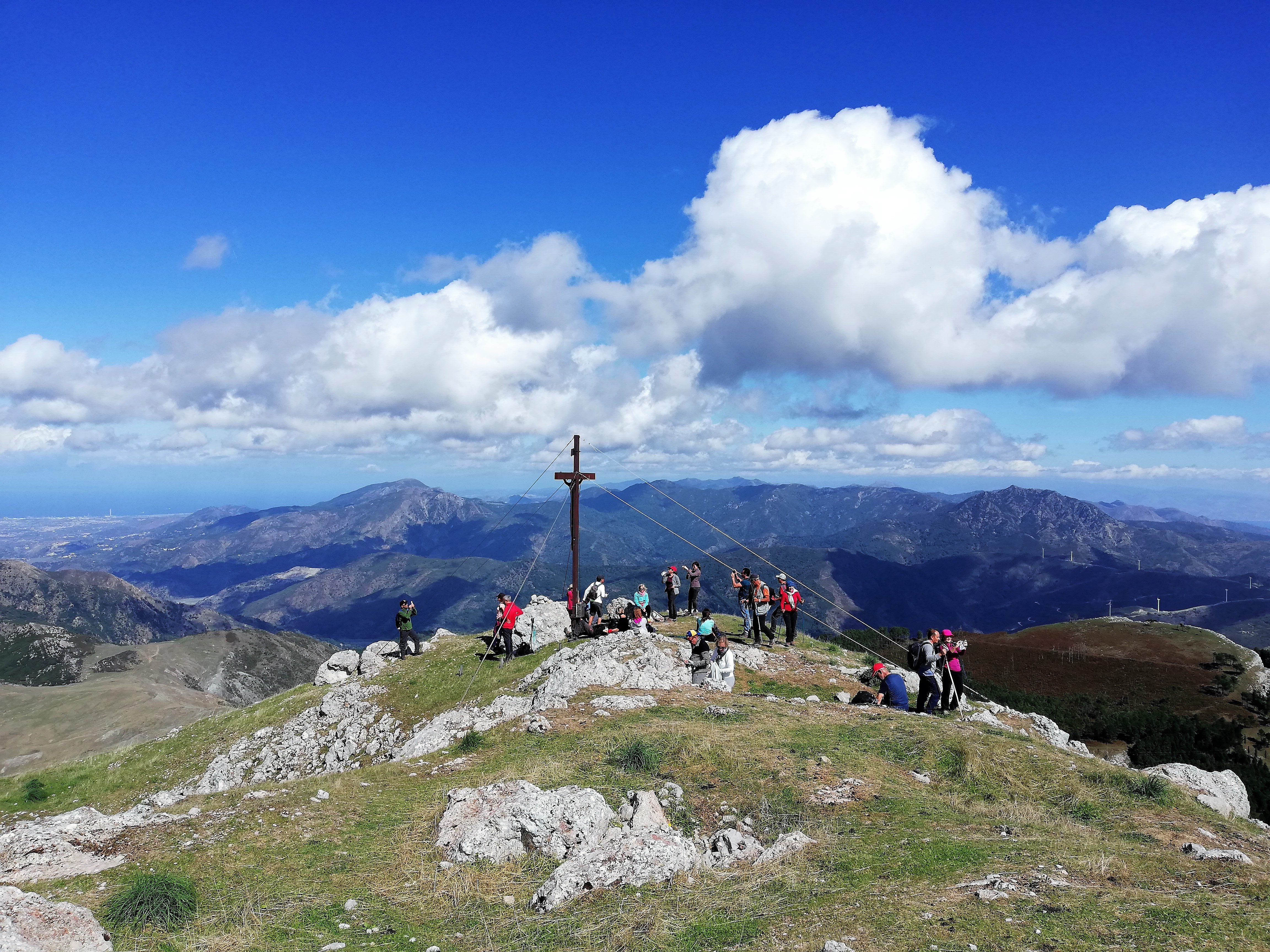
Kříž na vrcholu hory Rocca Novara, v pozadí Messinská úžina
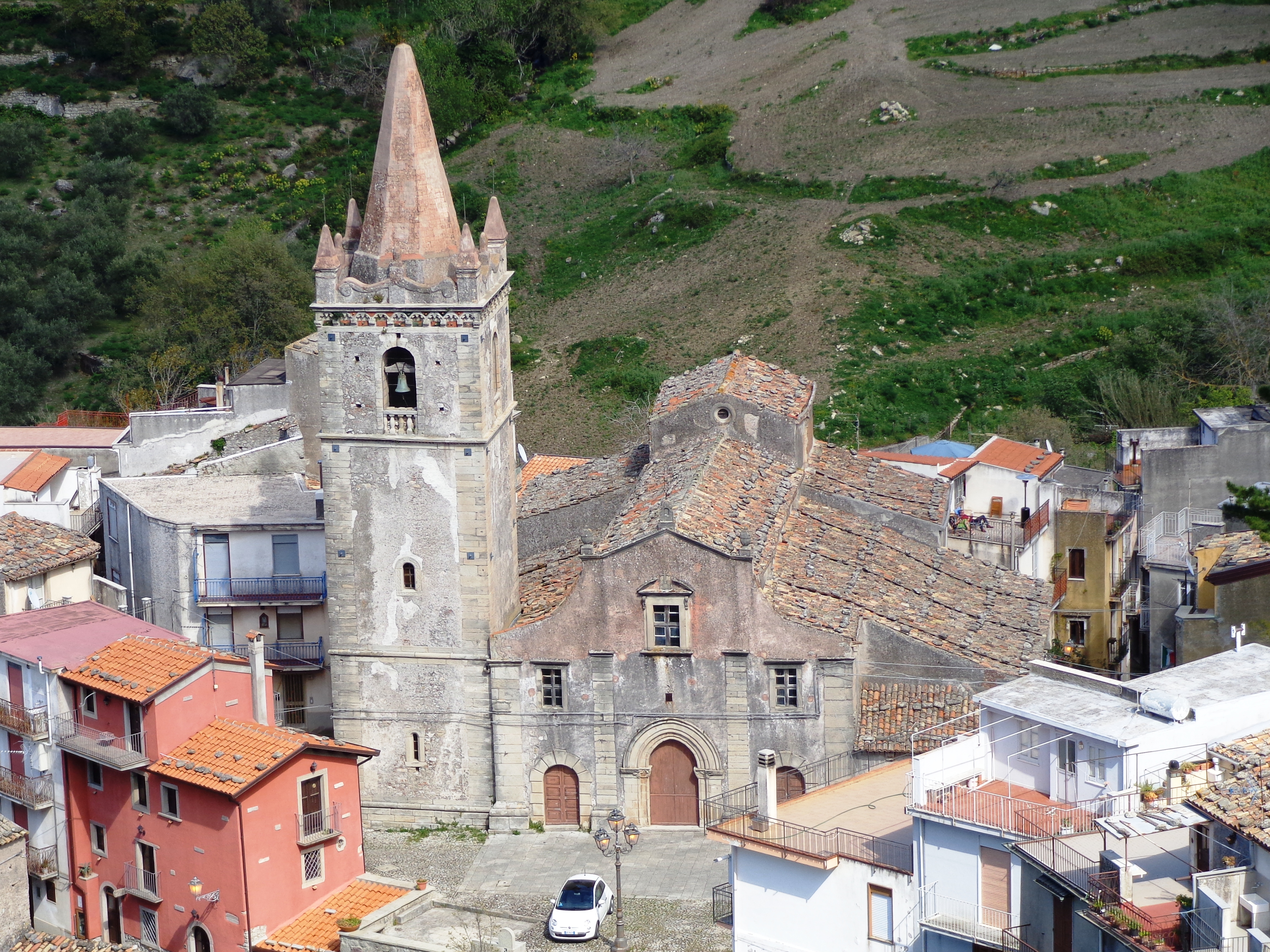
Kostel svatého Antonína Velikého (chiesa di Sant'Antonio Abate)